# Hinduiska Samfundet i Sverige

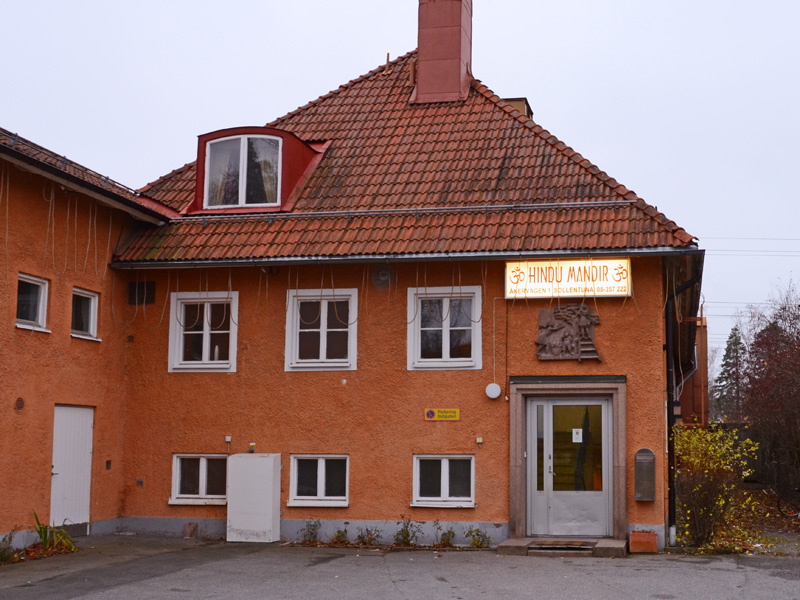
Hindu Mandir, Helenelund

Hinduiska Samfundet i Sverige (HSS) är ett registrerat trossamfund, tänkt att fungera som paraplyorganisation för Sveriges uppskattningsvis 60-65.000 hinduer. 
Hinduismen har en representant i Sveriges interreligiösa råd. Hinduiska organisationer erhåller i dagsläget inte statsbidrag från Myndigheten för stöd till trossamfund.

## Hinduism i Sverige
Hinduerna är geografiskt koncentrerade till större städer: Stockholm, Göteborg, Malmö/Lund och Uppsala, men även Västerås, Helsingborg, Umeå, Linköping och andra större orter. Templet "Stockholm Hindu Mandir" i Sollentuna är det största allmänna templet i Sverige.
Templet "Sweden Ganesh Mandir" i Farsta Strand i södra Stockholm betjänar främst tamilska hinduer från Sri Lanka. Andra svenska orter med hinduiska tempel och grupper (främst Gujarati-talande hinduer med bakgrund från Uganda och Östafrika) är Mariestad, Borås, Trollhättan och Jönköping. ISKCON ("Hare Krishna") finns på ett antal orter i Sverige men har sitt huvudsakliga centrum i Stockholmsområdet. De allra flesta hinduerna i Sverige är av indisk/bangladeshisk/nepalesisk/srilankesisk etnisk bakgrund men det finns även en liten grupp balinesiska hinduer i Stockholm samt etniska svenskar/övriga som antingen anslutit sig till något samfund/hindu-orienterad rörelse eller som praktiserar hinduism på individuell basis.

## Historik
Under 1970-talet började hinduer som invandrat till Sverige att organisera sig. I Jönköping bildades 1974 Hindu Union, i Mariestad grundades ett tempel och i Trollhättan en hinduisk förening. Under följande decennier har organiseringen tagit ytterligare fart och 1999 kunde Stockholms första stora hindutempel, Hindu Mandir, invigas i Helenelund. Det srilankesisk-tamilska templet Sweden Ganesh Temple bildades vid ungefär samma tidpunkt, först i en källarlokal i Tallkrogen men sedan ett tiotal år tillbaka i Farsta Strand. ISKCON (Hare Krishna) har haft flera tempel i och kring Stockholm: Restaurang Govindas med tillhörande tempel vid Fridhemsplan, Korsnäs Gård och Almviks gård. Det finns även ISKCO-tempel i Göteborg och Lund.
I samband med att lagen om registrerade trossamfund trädde i kraft den 1 januari 2000 tog enhetssträvandena fastare form och 
år 2000 bildade SIA SvenskaIndiers förbundet med att skydda Hinduernas Intresse, och den 9 februari 2001 godkändes HSS som trossamfund av Kammarkollegiet. Samarbetet mellan olika hinduiska föreningar tog dock inte fart som förväntat och samfundet gick i dvala under mitten av 00-talet. Under senare år har flera hinduiska föreningar registrerat sig som separata trossamfund hos Kammarkollegiet, bl.a. Sweden Ganesh Temple (under namnet Hindu Culture Maintain Society), Hindu Mandir Society (Helenelund) och ISKCON. Det på Europanivå aktiva nätverket Hindu Forum Europe fick 2015 en svensk underavdelning vid namn Hindu Forum Sweden. Under mars/april 2016 inleddes arbetet med att återuppväcka den avsomnade paraplyorganisationen Hinduiska Samfundet i Sverige (HSS).